# Lipnița, Vrața
Lipnița (în bulgară Липница) este un sat în comuna Mizia, regiunea Vrața,  Bulgaria. 

## Demografie
Componența etnică a satului Lipnița
     Bulgari (78,29%)
     Romi (19,26%)
     Nicio identificare (2,44%)
     Altele (0,54%)
La recensământul din 2011, populația satului Lipnița era de 737 locuitori. Din punct de vedere etnic, majoritatea locuitorilor (78,29%) erau bulgari, cu o minoritate de romi (19,26%). Pentru 2,44% din locuitori nu este cunoscută apartenența etnică.